# Nakata Kōji
Nakata Kōji (中田 浩二 (Trung-Điền Hạo-Nhị) sinh ngày 9 tháng 7 năm 1979) là một cựu cầu thủ bóng đá Nhật Bản.
Anh cùng Đội tuyển bóng đá quốc gia Nhật Bản dự Giải vô địch bóng đá thế giới 2002 và 2006.

## Thống kê sự nghiệp
| Đội tuyển bóng đá Nhật Bản | Đội tuyển bóng đá Nhật Bản | Đội tuyển bóng đá Nhật Bản |
| Năm                        | Trận                       | Bàn                        |
| -------------------------- | -------------------------- | -------------------------- |
| 2000                       | 7                          | 0                          |
| 2001                       | 13                         | 0                          |
| 2002                       | 13                         | 0                          |
| 2003                       | 7                          | 0                          |
| 2004                       | 6                          | 2                          |
| 2005                       | 8                          | 0                          |
| 2006                       | 2                          | 0                          |
| 2007                       | 1                          | 0                          |
| Tổng cộng                  | 57                         | 2                          |